# Hydromantes
Genre
Hydromantes est un genre d'urodèles de la famille des Plethodontidae.

## Répartition
Six espèces de ce genre sont actuellement connues. Elles sont toutes endémiques de Californie aux États-Unis.

## Systématique
Les espèces européennes (Alpes-Maritimes en France, Italie et Sardaigne) appelées spélerpès qui étaient anciennement classées dans ce genre sont désormais reclassées dans le genre Speleomantes.

## Liste des espèces
Selon Amphibian Species of the World (01 mars 2020) :
- Hydromantes brunus Gorman, 1954
- Hydromantes platycephalus (Camp, 1916)
- Hydromantes samweli Bingham, Papenfuss, Lindstrand, and Wake, 2018
- Hydromantes shastae Gorman & Camp, 1953
- Hydromantes wintu Bingham, Papenfuss, Lindstrand, and Wake, 2018

## Étymologie
Le nom de ce genre, Hydromantes, vient du grec υδωρ, « eau » et Mantus, une divinité des enfers dans la mythologie étrusque.

## Publications originales
- Dubois, 1984 : Miscellanea nomenclatorica batrachologica (IV). Alytes, vol. 3, p. 103-110.
- Gistel, 1848 : Naturgeschichte des Thierreichs für höhere Schulen, Stuttgart, Hoffmann, p. 1-216.
- Gistel, 1868 : Die Lurche Europas. Ein Beitrag zur Lehre von der geographischen Verbreitung derselben.  Blick in das Leben der Natur und des Menschen. Ein Taschenbuch zur Verbreitung gemeinnütziger Kenntniss insebesondere des Natur-, Länder- und Völkerkunde, Künste und Gewerbe. Gb. Wartig, Leipzig, p. 144-167.